# Lista de singles número um na Gaon Digital Chart em 2010
Esta é uma lista de canções que atingiram o número um da tabela musical Gaon Digital Chart em 2010. A classificação é baseada coletivamente nas vendas semanais de download de cada single, contagem de streams e uso de música ambiente.  É gerenciado pelo Ministério da Cultura, Esportes e Turismo (MCST) e seus dados são compilados pela Korea Music Content Industry Association (KMCIA) e publicados pela Gaon Music Chart.
Em meados de 2008, a Recording Industry Association of Korea deixou de publicar dados de vendas de música. Então, o MCST estabeleceu um processo para coletar as vendas musicais em 2009 e começou a publicar os dados com a introdução da tabela Gaon Music Chart em fevereiro do ano seguinte. Com a criação da Gaon Digital Chart, os dados digitais referentes as canções individuais foram fornecidos pela primeira vez no país.
A colaboração de Gain e Jo Kwon em "We Fell in Love", tornou-se a primeira canção a atingir o topo da Gaon Digital Chart e "Bad Girl Good Girl" do grupo Miss A, foi o single de melhor desempenho do ano.

## Histórico semanal

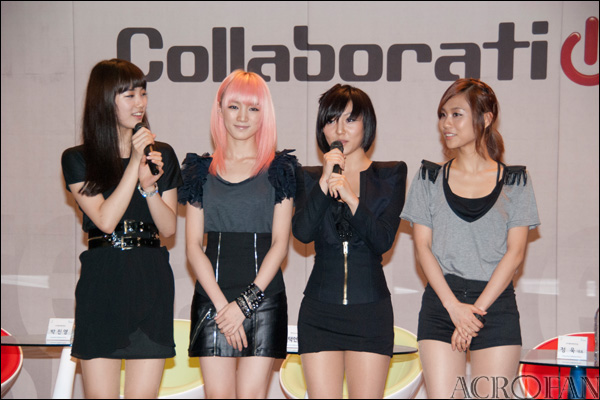
Miss A obteve a canção de melhor desempenho do ano com sua canção de estreia "Bad Girl Good Girl", tornando a primeira a fazê-lo na implantação da tabela.

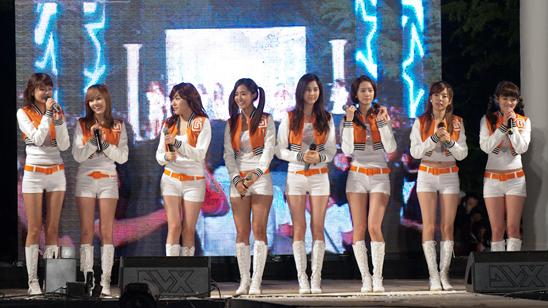
Girls' Generation acumulou três singles número um semanais e dois mensais. O maior número de singles para um artista em 2010.

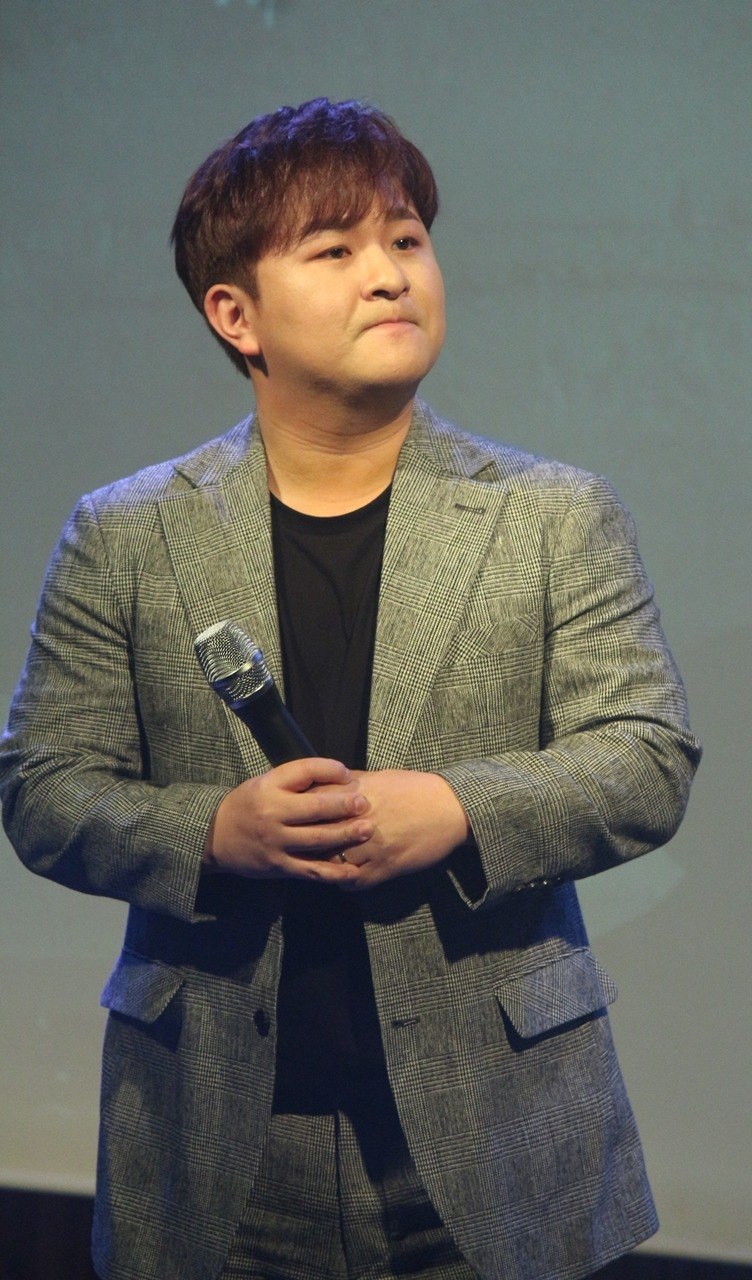
Huh Gak obteve a melhor performance de novembro com seu single de estreia "Always" (언제나).

| † | Indica o single de melhor desempenho de 2012 |

| Semana de       | Canção                                                 | Artista(s)                                 | Ref.   |
| --------------- | ------------------------------------------------------ | ------------------------------------------ | ------ |
| 2 de janeiro    | "We Fell in Love" (우리 사랑하게 됐어요)               | Gain e Jo Kwon                             | [ 7 ]  |
| 9 de janeiro    | "We Fell in Love" (우리 사랑하게 됐어요)               | Gain e Jo Kwon                             | [ 8 ]  |
| 16 de janeiro   | "We Fell in Love" (우리 사랑하게 됐어요)               | Gain e Jo Kwon                             | [ 9 ]  |
| 23 de janeiro   | "Can't Let You Go Even If I Die" (죽어도 못 보내)      | 2AM                                        | [ 10 ] |
| 30 de janeiro   | "Can't Let You Go Even If I Die" (죽어도 못 보내)      | 2AM                                        | [ 11 ] |
| 6 de fevereiro  | "Oh!"                                                  | Girls' Generation                          | [ 12 ] |
| 13 de fevereiro | "Try to Follow Me" (날 따라 해봐요)                    | 2NE1                                       | [ 13 ] |
| 20 de fevereiro | "Lupin" (루팡)                                         | Kara                                       | [ 14 ] |
| 27 de fevereiro | "Lupin" (루팡)                                         | Kara                                       | [ 15 ] |
| 6 de março      | "I Go Crazy Because of You" (너 때문에 미쳐)           | T-ara                                      | [ 16 ] |
| 13 de março     | "I Go Crazy Because of You" (너 때문에 미쳐)           | T-ara                                      | [ 17 ] |
| 20 de março     | "Run Devil Run"                                        | Girls' Generation                          | [ 18 ] |
| 27 de março     | "Run Devil Run"                                        | Girls' Generation                          | [ 19 ] |
| 3 de abril      | "Love Song" (널 붙잡을 노래)                           | Rain                                       | [ 20 ] |
| 10 de abril     | "Swing" (그네)                                         | Lee Hyori com participação de Gary         | [ 21 ] |
| 17 de abril     | "Chitty Chitty Bang Bang"                              | Lee Hyori com participação de Ceejay       | [ 22 ] |
| 24 de abril     | "Without U"                                            | 2PM                                        | [ 23 ] |
| 1 de maio       | "Spiteful Words" (이 거지같은 말)                      | Seo Young-eun com participação de Jungyup  | [ 24 ] |
| 8 de maio       | "Nu ABO" (예삐오)                                      | f(x)                                       | [ 25 ] |
| 15 de maio      | "Time Please Stop" (시간아 멈춰라)                     | Davichi                                    | [ 26 ] |
| 22 de maio      | "2 Different Tears"                                    | Wonder Girls                               | [ 27 ] |
| 29 de maio      | "2 Different Tears"                                    | Wonder Girls                               | [ 28 ] |
| 5 de junho      | "2 Different Tears"                                    | Wonder Girls                               | [ 29 ] |
| 12 de junho     | "Nagging" (잔소리)                                     | IU com Seulong                             | [ 30 ] |
| 19 de junho     | "Nagging" (잔소리)                                     | IU com Seulong                             | [ 31 ] |
| 26 de junho     | "Nagging" (잔소리)                                     | IU com Seulong                             | [ 32 ] |
| 3 de julho      | "Sick Enough to Die" (죽을 만큼 아파서)                | MC Mong com participação de Mellow         | [ 33 ] |
| 10 de julho     | "Bad Girl Good Girl"†                                  | miss A                                     | [ 34 ] |
| 17 de julho     | "Bad Girl Good Girl"†                                  | miss A                                     | [ 35 ] |
| 24 de julho     | "Bad Girl Good Girl"†                                  | miss A                                     | [ 36 ] |
| 31 de julho     | "Bad Girl Good Girl"†                                  | miss A                                     | [ 37 ] |
| 7 de agosto     | "I'm a Guy Like This" (나 이런사람이야)                | DJ DOC                                     | [ 38 ] |
| 14 de agosto    | "I Was Able to Eat Well" (밥만 잘 먹더라)              | Homme                                      | [ 39 ] |
| 21 de agosto    | "Madonna"                                              | Secret                                     | [ 40 ] |
| 28 de agosto    | "I Was Able to Eat Well" (밥만 잘 먹더라)              | Homme                                      | [ 41 ] |
| 4 de setembro   | "Love Love Love" (사랑 사랑 사랑}})                    | F.T. Island                                | [ 42 ] |
| 11 de setembro  | "Why" (왜)                                             | Supreme Team com participação de Young Jun | [ 43 ] |
| 18 de setembro  | "Go Away"                                              | 2NE1                                       | [ 44 ] |
| 25 de setembro  | "Go Away"                                              | 2NE1                                       | [ 45 ] |
| 2 de outubro    | "It's You" (그대네요)                                  | Sung Si-kyung com IU                       | [ 46 ] |
| 9 de outubro    | "Then Then Then" (그땐 그땐 그땐)                      | Supreme Team com participação de Young Jun | [ 47 ] |
| 16 de outubro   | "Irreversible" (돌이킬 수 없는)                        | Gain                                       | [ 48 ] |
| 23 de outubro   | "By Instinct" (본능적으로)                             | Kang Seung-yoon com participação de Swings | [ 49 ] |
| 30 de outubro   | "Hoot" (훗)                                            | Girls' Generation                          | [ 50 ] |
| 6 de novembro   | "You Wouldn't Answer My Calls" (전활 받지 않는 너에게) | 2AM                                        | [ 51 ] |
| 13 de novembro  | "Always" (언제나)                                      | Huh Gak                                    | [ 52 ] |
| 20 de novembro  | "Always" (언제나)                                      | Huh Gak                                    | [ 53 ] |
| 27 de novembro  | "Like a Star" (별처럼)                                 | Taeyeon e The One                          | [ 54 ] |
| 4 de dezembro   | "If It's Same" (똑같다면)                              | Brown Eyed Soul                            | [ 55 ] |
| 11 de dezembro  | "Good Day" (좋은 날)                                   | IU                                         | [ 56 ] |
| 18 de dezembro  | "Good Day" (좋은 날)                                   | IU                                         | [ 57 ] |
| 25 de dezembro  | "Good Day" (좋은 날)                                   | IU                                         | [ 58 ] |

## Histórico mensal
| Mês       | Canção                                            | Artista(s)                                 | Posição de fim de ano | Ref    |
| --------- | ------------------------------------------------- | ------------------------------------------ | --------------------- | ------ |
| Janeiro   | "Can't Let You Go Even If I Die" (죽어도 못 보내) | 2AM                                        | 14                    | [ 59 ] |
| Fevereiro | "Oh!"                                             | Girls' Generation                          | 5                     | [ 60 ] |
| Março     | "Run Devil Run"                                   | Girls' Generation                          | 25                    | [ 61 ] |
| Abril     | "Chitty Chitty Bang Bang"                         | Lee Hyori com participação de Ceejay       | 42                    | [ 62 ] |
| Maio      | "Time Please Stop" (시간아 멈춰라)                | Davichi                                    | 15                    | [ 63 ] |
| Junho     | "Nagging" (잔소리)                                | IU com Seulong                             | 2                     | [ 64 ] |
| Julho     | "Bad Girl Good Girl" †                            | miss A                                     | 1                     | [ 65 ] |
| Agosto    | "I Was Able to Eat Well" (밥만 잘 먹더라)         | Homme                                      | 7                     | [ 66 ] |
| Setembro  | "Go Away"                                         | 2NE1                                       | 4                     | [ 67 ] |
| Outubro   | "Then Then Then" (그땐 그땐 그땐)                 | Supreme Team com participação de Young Jun | 8                     | [ 68 ] |
| Novembro  | "Always" (언제나)                                 | Huh Gak                                    | 12                    | [ 69 ] |
| Dezembro  | "Good Day" (좋은 날)                              | IU                                         | 21                    | [ 70 ] |